# ARM Holdings
ARM Holdings (semplificata in arm; LSE: ARM, NASDAQ: ARMH) è una società di alta tecnologia con sede a Cambridge, Regno Unito. L'azienda è nota soprattutto per la sua linea di processori basata sull'architettura ARM (da cui il nome dell'azienda) sebbene sviluppi e venda anche system-on-a-chip, piattaforme hardware, infrastrutture e software sotto i marchi RealView e KEIL.
La società fu fondata come joint venture tra Acorn Computers, Apple e VLSI Technology al fine di sviluppare una linea di microprocessori RISC, inizialmente utilizzati nei computer Acorn Archimedes e nei palmari Apple Newton. In seguito i processori sono stati utilizzati da molti produttori terzi per dispositivi portabili e per application-specific integrated circuit (ASIC). La società domina il settore dei microprocessori per telefoni cellulari.

## Storia
La società (Advanced RISC Machines Ltd) è stata fondata il 27 novembre 1990 attraverso una joint venture tra Acorn Computers, Apple Inc. e VLSI Technology. La società ha ottenuto il primo attivo di bilancio nel 1993. Nel 1994 aprì degli uffici nella Silicon Valley e a Tokyo. Nel 1997 ARM Holdings investì nella Palmchip Corporation al fine di acquisire una piattaforma system on chip ed entrare nel mercato dei componenti per hard disk. Nel 1998 la società cambiò ragione sociale da Advanced RISC Machines Ltd ad ARM Ltd. La società venne quotata al London Stock Exchange e al NASDAQ nel 1998.
Nel 1999 ARM acquisì la Micrologic Solution, una società di consulenza software con sede a Cambridge. La politica di espansione della società continuò nel 2000 con l'acquisizione della Allant Software, società specializzata nello sviluppo di soluzioni per il debugging, della Infinite Designs, società specializzata nella progettazione con sede a Sheffield, e della EuroMIPS, azienda specializzata nella progettazione di smart card con sede in Francia, nel parco tecnologico di Sophia Antipolis.
Nel 2001 venne inglobato il team di sviluppo della Noral Micrologics una società specializzata nel debugging hardware e software con sede a Blackburn. Nel 2002 fu aperta una sede in Cina e nel 2003 ARM acquisì la belga Adelante Technologies, creatrice del OptimoDE data engines business, una sorta di Digital Signal Processing. Nel 2004 ARM acquisì la Axys Design Automation, una società specializzata in tool di sviluppo per ESL; e la Artisan Components sviluppatrice di componenti della libreria Physical IP, i blocchi base dei moderni circuiti integrati. Nel 2005 venne acquisita la KEIL Software una società leader nello sviluppo di tool per i microcontrollori come le piattaforme Intel 8051 e C16x. ARM acquisì anche il team di sviluppo della PowerEscape. Nel 2006 ARM acquisì la Falanx uno sviluppatore di acceleratori per la grafica tridimensionale e SOISIC, uno sviluppatore di silicon-on-insulator physical IP.
Il 18 luglio 2016 viene acquisita dal gruppo giapponese SoftBank per una cifra superiore ai 30 miliardi di dollari. Il 13 settembre 2020, Nvidia ha annunciato di voler comprare ARM da SoftBank per 40 miliardi di dollari. Nel febbraio 2022 le due società hanno riferito che l'accordo tra le parti è fallito a causa di ostacoli normativi. SoftBank ha successivamente annunciato di voler rendere ARM parte del mercato azionario entro il 2023, operazione portata a compimento il 14 settembre 2023.

## Sedi operative
La società ha uffici e centri di ricerca sparsi nel mondo. I principali sono a San Jose, California; Austin, Texas; Olympia, Washington; Trondheim, Norvegia; Sophia Antipolis, Francia; Monaco, Germania; Taiwan; Shin Yokohama, Giappone; Cina; India e Slovenia.
Una caratteristica distintiva del processori ARM è il basso consumo energetico, che li rende molto diffusi nel mercato dei dispositivi portatili. Difatti i processori ARM sono utilizzati negli smartphone, nelle console portatili come Nintendo Switch, ma anche in molti dispositivi come i ricevitori GPS, macchine fotografiche digitali, televisioni digitali, Network computer e hard disk di rete.
A differenza di molti altri produttori di processori, ARM non produce direttamente i propri processori ma vende licenze per l'uso della sua tecnologia. Decine di società hanno acquisito le licenze ARM e le hanno utilizzate per sviluppare dei dispositivi. Si stima che al 2007 siano stati prodotti più di 2,9 miliardi di integrati basati su core ARM.

## Nome della società
Il nome ARM nasce come acronimo di Acorn RISC Machine. In seguito, con la diversificazione delle sue attività di mercato, il significato dell'acronimo mutò in Advanced RISC Machine. Il nome della società venne mutato, poco prima dell'IPO, in ARM Holding, dato che il termine RISC (che identifica una tipologia di processore) è foneticamente identico alla parola inglese RISK (rischio) e si riteneva che questo avrebbe potuto allontanare potenziali investitori non esperti della terminologia informatica.